# Gustav Stumpf
Gustav Anton Stumpf (5. března 1880, Nový Jičín – 7. srpna 1962, Fulda, Hesensko, SRN) byl stavitel, architekt a archeolog.

## Život
Gustav Stumpf byl rodák z Nového Jičína. Mezi jeho zájmy patřila vlastivěda a archeologie Kravařska. V roce 1921 se podílel na archeologickém průzkumu vodní tvrze v Albrechticích. Ve 30. letech 20. století žil v Brně.

### Stavební kariéra
Vystudoval vysokou školu technickou ve Vídni. Do roku 1929 pracoval u zemského stavebního úřadu v Opavě, poté působil v Novém Jičíně u stavebního úřadu.

### Muzejní činnost
V letech 1921–1929 působil jako kustod archeologicko-numismatických sbírek muzea v Opavě. V roce 1926 zapsal do odborné literatury lokalitu Požaha, a to díky zdokumentování hradiště dle tzv. laténské charakteristiky. Po roce 1929 se zapojil do činnosti Městského muzea v Novém Jičíně. V roce 1934 byl přispěvatelem časopisů Kuhländchen a Neutitscheiner Zeitung.
Podílel se na zdokumentování lokalit Velké Albrechtice, Požaha, Zbyslavice a dalších.